# Primera División Uruguaya 1991
Il campionato era formato da quattordici squadre e il Defensor Sporting vinse il titolo.

## Classifica finale
| Pos. | Squadra              | G  | V  | N  | P  | GF | GS | Punti |
| ---- | -------------------- | -- | -- | -- | -- | -- | -- | ----- |
| 1    | Defensor Sporting    | 26 | 14 | 7  | 5  | 30 | 13 | 35    |
| 2    | Nacional             | 26 | 13 | 7  | 6  | 40 | 27 | 33    |
| 3    | Montevideo Wanderers | 26 | 10 | 12 | 4  | 29 | 21 | 32    |
| 4    | Peñarol              | 26 | 10 | 11 | 5  | 27 | 21 | 31    |
| 5    | Danubio              | 26 | 11 | 7  | 8  | 28 | 20 | 29    |
| 6    | Central Español      | 26 | 8  | 13 | 5  | 24 | 24 | 29    |
| 7    | Cerro                | 26 | 7  | 12 | 7  | 18 | 16 | 26    |
| 8    | Liverpool            | 26 | 6  | 14 | 6  | 25 | 24 | 26    |
| 9    | Huracán Buceo        | 25 | 8  | 6  | 11 | 31 | 37 | 22    |
| 10   | Racing Montevideo    | 26 | 6  | 10 | 10 | 20 | 27 | 22    |
| 11   | Bella Vista          | 26 | 4  | 14 | 8  | 20 | 31 | 22    |
| 12   | Progreso             | 26 | 6  | 9  | 11 | 23 | 31 | 21    |
| 13   | Rentistas            | 26 | 5  | 9  | 12 | 22 | 29 | 19    |
| 14   | El Tanque Sisley     | 25 | 4  | 7  | 14 | 14 | 30 | 15    |

G = Partite giocate; V = Vittorie; N = Nulle/Pareggi; P = Perse; GF = Goal fatti; GS = Goal subiti; 

## Classifica marcatori
| Gol |  |  | Giocatore               | Squadra  |
| --- |  |  | ----------------------- | -------- |
| 16  |  |  | Julio César Dely Valdés | Nacional |